# Vyšínka
Vyšínka je zaniklá usedlost v Praze 5-Smíchově, která stála v západní části Holečkovy ulice.

## Historie
Usedlost koupil roku 1758 mlynář Václav Michal Vyšín, po kterém získala jméno. V majetku rodiny Vyšínů byla až do roku 1803, později ji vlastnila Františka Klečková. K usedlosti patřila ovocná zahrada s ohradní zdí porostlou šeříkem.
Od roku 1883 sloužila c. k. stráži bezpečnosti pro Košíře. Pro ni byl v zahradě zřízen kuželník. Než byla do Košíř stráž zavedena, docházeli tam smíchovští a malostranští strážníci. Stráž zde sídlila do roku 1912, kdy se přemístila na Plzeňskou ulici čp. 284 proti Demartince. Poté vlastnil Vyšínku uzenář Tilinger.
Usedlost byla zbořena roku 1938 a na jejím pozemku byly postaveny vily a bytové domy.